# Thurso (Québec)
Thurso è un comune del Canada, situato nella provincia del Québec, nella regione di Outaouais.